# Галлатін-Гейтвей (Монтана)
Галлатін-Гейтвей (англ. Gallatin Gateway) — переписна місцевість (CDP) в США, в окрузі Ґаллатін штату Монтана. Населення — 967 осіб (2020).

## Географія
Галлатін-Гейтвей розташований за координатами 45°35′13″ пн. ш. 111°11′38″ зх. д. / 45.58694° пн. ш. 111.19389° зх. д. (45.586808, -111.193914).  За даними Бюро перепису населення США в 2010 році переписна місцевість мала площу 15,40 км², з яких 15,12 км² — суходіл та 0,28 км² — водойми.

## Демографія
Згідно з переписом 2010 року, у переписній місцевості мешкало 856 осіб у 370 домогосподарствах у складі 234 родин. Густота населення становила 56 осіб/км².  Було 428 помешкань (28/км²).
Расовий склад населення:
| - 95,8 % — білих - 1,8 % — корінних американців - 0,8 % — азіатів - 0,2 % — вихідців з тихоокеанських островів - 0,2 % — чорних або афроамериканців |

До двох чи більше рас належало 1,2 %. Частка іспаномовних становила 1,3 % від усіх жителів.
За віковим діапазоном населення розподілялося таким чином: 22,0 % — особи молодші 18 років, 65,3 % — особи у віці 18—64 років, 12,7 % — особи у віці 65 років та старші. Медіана віку мешканця становила 44,1 року. На 100 осіб жіночої статі у переписній місцевості припадало 109,3 чоловіків;  на 100 жінок у віці від 18 років та старших — 114,1 чоловіків також старших 18 років.
Середній дохід на одне домашнє господарство  становив 69 176 доларів США (медіана — 60 833), а середній дохід на одну сім'ю — 75 719 доларів (медіана — 63 125). За межею бідності перебувало 11,4 % осіб, у тому числі 11,1 % дітей у віці до 18 років та 0,0 % осіб у віці 65 років та старших.
Цивільне працевлаштоване населення становило 494 особи. Основні галузі зайнятості: роздрібна торгівля — 18,8 %, будівництво — 18,4 %, виробництво — 13,4 %, освіта, охорона здоров'я та соціальна допомога — 9,3 %.